# Jamaican Olympic Ice Hockey Federation
Die Jamaican Olympic Ice Hockey Federation ist der nationale Eishockeyverband Jamaikas, der seinen Sitz in Kingston hat.

## Geschichte
Der Verband wurde Ende 2011 gegründet und im Mai 2012 in die Internationale Eishockey-Föderation aufgenommen. Der Verband gehört zu den assoziierten Mitgliedern der IIHF und hat daher in deren Vollversammlung kein Stimmrecht. Aktueller Präsident ist Edmond L. Phillipps junior. 